# Jesús Abel Montagut i Masip
Jesús Abel Montagut i Masip   (Llardecans, 23 d'abril de 1953) és un escriptor i traductor català en llengua catalana i en esperanto. L'any 1993 publicà el Poemo de Utnoa (La gesta d'Utnoa),una epopeia de caràcter modern, amb rerefons de ciència-ficció, emmarcada dins la tradició d'obres clàssiques d'aquest gènere: L'Epopeia de Guilgameix, el Ramayana, la Bíblia, la Ilíada, l'Odissea, l'Eneida, etc. Publicada el 1993, és considerada una de les obres cabdals de la literatura en esperanto. El 1983 va guanyar un premi als Internaciaj Floraj Ludoj (Jocs Florals Internacionals) amb un poema procedent d'Amkantoj, una traducció de Cants d'Amor d'Ausiàs Marc.

## Obres

### Català
- La gesta d'Utnoa, versió catalana del Poemo de Utnoa. Pagès Editors, Lleida, 1996, 215 p., ISBN 84-7935-384-8.
- L'enigma de l'arany@. Pagès Editors, Lleida, 2000, 346 p.
- Carnestoltes (novel·la disfressada) i altres relats, Llibres de l'Índex, Barcelona, 2003, 86 p. Diversos relats d'aquesta obra van merèixer el reconeixement del Premi literari de les Garrigues, del Certamen literari vila d'Ondara i del Premi Vent de Port.
- El manuscrit de Jules Verne. Editorial Barcanova, Barcelona, 2003, 110 p.

Comunicacions:
* ‘La interllengua esperanto: factor d'innovació a la Catalunya del tombant de segle (1898-1909)’, dins 1898: entre la crisi d'identitat i la modernització. Actes del Congrés Internacional celebrat a Barcelona, 20-24 d'abril de 1998, Volum I, Biblioteca Abat Oliba, Publicacions de l'Abadia de Montserrat, 2000, pàg. 497-500. ISBN 9788484152064.
* ‘Solitud / Soleco: traducció a l'esperanto’, dins II Jornades d'estudi “Vida i obra de Caterina Albert i Paradís (Víctor Català), 1869-1966", Biblioteca Abat Oliba, Publicacions de l'Abadia de Montserrat, 2002, pàg. 331-336. ISBN 9788484153917.
* ‘La contribució de la llengua internacional esperanto a la supervivència de la diversitat lingüística’ pdf 1; pdf 2, Congrés Linguapax X, Barcelona, 2004.

### Esperanto

#### Originals
- Poemo de Utnoa. Pro Esperanto, Viena, 1993, 255 p., ISBN 3-85182-007-X.
- Karnavale (maskita rakonto), versio en esperanto de Carnestoltes (novel·la disfressada) i altres relats. I.E.M., Viena, 1997, 65 p.
- La enigmo de l'ar@neo, Versió en esperanto de L'enigma de l'arany@. I.E.M., Viena, 2003, 279 p.

#### Traduccions
- "Amkantoj. 60 poemoj" traducció en vers de "Cants d'amor. 60 poemes" d'Ausiàs Marc. Ed. Generalitat Valenciana, Conselleria de Cultura, Educació i Ciència, València, 1993, 145 p. ISBN 84-482-0230-9.

### Castellà
- El enigma de Dulwig, trad. Joaquim Biendicho Vidal, Editorial Milenio, Lleida, 2007, 240 pàgines, ISBN 978-84-9743-221-4.
- Tierranegra. El último viaje extraordinario, reescriptura, feta originalment en francès, de l'última novel·la de Jules Verne (refosa amb la versió que en va escriure el fill de Jules Verne, Michel Verne, La missió Barsac). Sociedad Hispánica Jules Verne, Editorial Paganel, 2016, 218 p. ISBN 978-84-608-6693-0,[3][4]
- Utnoa. Poema épico, traducció al castellà del Poemo de Utnoa, La biblioteca del laberinto, Miraflores de la Sierra (Madrid), 2018, 255 p., ISBN 978-84-948-234-3-5.